# Laurence Jack
Laurence Jack (geb. 13. Januar 1968 Port Vila) ist ein ehemaliger vanuatuischer Sprinter.
Er trat bei den Olympischen Sommerspielen 1996 in Atlanta an. Im Wettlauf über 200 m schied er im Vorlauf aus.
Er nahm auch an den Commonwealth Games 1998 in Kuala Lumpur teil.